# مایک فیلدز
مایک فیلدز (انگلیسی: Mike Fields; ۱۲ اوت ۱۹۳۵ – ۲۷ مهٔ ۲۰۱۴) بازیکن فوتبال اهل بریتانیا بود.